# Kim Soom
Kim Soom, hangul 김숨, född den 23 juli 1974 i Ulsan I sydöstra Sydkorea är en sydkoreansk författare. Hon är känd för sina ingående beskrivningar och sina livliga allegorier.

## Skrivandet
Kim började skriva poesi i tonåren och deltog i en litterär klubb som kallades Cheong-uns litterära sällskap. 1997 erhöll hon Daejeon Ilbo New Writer’s Award för sin först publicerade novell “Neurimae daehayeo” (느림에 대하여 Om långsamhet). Den skrev hon för att hon ville prova att skriva längre stycken än ren poesi. 1998 erhöll hon Munhakdongne New Writer Award för novellen 'Jungseui sigan' (중세의 시간 En gång på Medeltiden)  och kunde sägas ha påbörjat en karriär som författare. Efter att ha läst klart vid universitetet arbetade hon med korrekturläsning vid en tidningsredaktion utanför Seoul och därefter som redaktör under ett flertal år.
Kim Soom var en av flera sydkoreanska författare som deltog vid Bokmässan i Göteborg 2019. Påfallande många av de sydkoreanska författare som rönt internationell uppmärksamhet under senare år är kvinnor. Sydkoreanska kritiker brukar förklara det med att ovanligt många kvinnor debuterade på 1990-talet, ”kvinnornas årtionde”.
Kim Soom skriver om hur det är att vara kvinna i Sydkorea och berättade vid Bokmässan att metoo-rörelsen spelat en viktig roll för utvecklingen i Sydkorea under de senaste åren.
| ” | – Den tidigaste formen av diskriminering och ojämställdhet är den i hemmet. I det koreanska samhället föds man in i en kultur av ojämställdhet och sexuellt våld, det förs till och med vidare från mor till dotter. I en del fall är man inte medveten om det själv, i andra får man inte gehör. Men tack vare metoo har mycket av det här kommit upp till ytan. | „ |

Kim har skrivit flera böcker om ”tröstekvinnorna”, en försköning om de flickor och kvinnor som tvingades arbeta på bordeller och betjäna japanska soldater mellan 1932 och 1945.
Kim publicerade två romaner under 2016: Han myeong (한 명 En person) som behandlar tröstekvinnorna och L eui undonghwa (L의 운동화 L’s gymnastikskor) som berättar historien om aktivisten Lee Han-yeol död, som startade Demokratirörelsen i juni 1987. Romanerna skiljer sig från hennes tidigare publikationer för att de behandlar historiska händelser som format Sydkorea som modern nation och demokrati, och kan ses som en parallell till Han Kangs roman ”Levande och döda” om Gwangju-upproret.
Kim Soom finns ännu inte utgiven på svenska.